# Carl Schuhmann
Carl Schuhmann (Münster, 12 de maio de 1869 — Berlim, 24 de março de 1946) foi um atleta alemão que competiu nos Jogos Olímpicos de Atenas de 1896 em vários aparelhos, conquistando quatro medalhas de ouro.
Participou num total de quatro desportos e doze disciplinas nos eventos de ginástica (barra fixa individual e por equipas, barras paralelas individual e por equipas, cavalo com arções, argolas e salto de cavalo), luta greco-romana, atletismo (salto em comprimento, triplo salto e lançamento do peso) e halterofilismo. É, provavelmente, o atleta que competiu num maior número de disciplinas num só evento olímpico, já que actualmente apenas os nadadores, ginastas e alguns atletas conseguem participar num número tão elevado de provas.
Schuhmann era membro do Berliner Turnerschaft e foi um dos atletas da equipa vencedora de ginástica alemã que conquistou as provas de barra fixa e barras paralelas. Além destas medalhas colectivas, Schuhmann conquistou o ouro individual na prova de salto de cavalo. Também participou nas provas de barras paralelas individual, barra fixa individual, cavalo com arções e argolas, não registrando nenhum lugar no pódio.
Depois da ginástica, Schuhmann participou na prova de luta greco-romana, apesar de ser menor (1,63 m) e mais leve que a maioria dos lutadores. Na primeira ronda, lutou com o medalhista de ouro da prova de halterofilismo em 1896, Launceston Elliot, do Reino Unido da Grã-Bretanha e Irlanda, o vencendo. Na final, lutou contra o grego e favorito Georgios Tsitas. O combate teve de ser suspenso devido à fraca luminosidade no estádio e foi continuado no dia seguinte com o alemão a finalizar rapidamente com o combate.
Schuhmann também participou na prova de halterofilismo mas não conseguiu atingir o pódio. Nas provas de atletismo, competiu nas disciplinas de salto em comprimento, triplo salto e lançamento do peso. Em nenhuma delas, atingiu posição para o pódio.